# Catharanthus trichophyllus
Catharanthus trichophyllus är en oleanderväxtart som först beskrevs av John Gilbert Baker, och fick sitt nu gällande namn av Marcel Pichon. Catharanthus trichophyllus ingår i släktet Catharanthus och familjen oleanderväxter. Inga underarter finns listade i Catalogue of Life.